# Козьминых, Иван Кириллович
Иван Кириллович Козьминых (28 марта 1881, Елабуга — после 1941) — российский учёный-правовед, доктор юридических наук, приват-доцент Императорского Петроградского университета (1914—1917), профессор Саратовского университета (1917—1931).

## Биография
Иван Кириллович Козьминых родился 28 марта 1881 года в г. Елабуге Вятской губернии в крестьянской семье.
Экстерном окончил классическую гимназию с похвальным листом, после чего поступил на юридический факультет Томского университета, который окончил с дипломом I степени в 1910 году.
- 1910 год — 1911 год — обучался во Франции.
- 1911 год — 1914 год — обучался на философско-юридическом факультете Берлинского университета.
- 1914 год — 1917 год — приват-доцент Императорского Петроградского университета. Преподает римское и гражданское право[2].
- 1916 год — февраль 1917 года — сотрудник Главного управления по делам печати при Министерстве внутренних дел.
- февраль 1917 года — июль 1917 года — сотрудник Министерства народного просвещения по реформе высших учебных заведений и открытию новых университетов и факультетов.
- 1 июля 1917 года — 6 апреля 1931 года — профессор Саратовского государственного университета по кафедре гражданского права. Преподает гражданское право и процесс.
- 1922 год — 1925 год — по совместительству помощник Саратовского губернского прокурора.

6 апреля 1931 года по требованию студентов отстранен от работы в университете с формулировкой «в следствие идеологической непригодности». По некоторым данным скончался в 1941 году. Место захоронения неизвестно.

## Публикации
- Козьминых И. К. Имущественные отношения супругов по французскому и немецкому праву. — 1911.